# 이소가이 렌스케
이소가이 렌스케(일본어: 磯谷 廉介, 1886년 9월 3일~1967년 6월 6일)는 일본 제국의 군인이다. 태평양 전쟁 당시 홍콩 점령지 총독을 지냈다.

## 생애
효고현 출신으로 사사야마 번사 이소가이 지로의 3남으로 태어났다. 1904년 10월 육군사관학교를 졸업했으며, 11월에 보병 소위로 임관하여 제20연대에 배치되었다. 1915년에 육군대학교를 졸업하고 제20연대 중대장에 취임했다.
1916년 8월 참모본무에 배속되어 참모본부원, 중화민국 광둥 주재 참모본부부, 광둥 주재 보병 제13연대부, 보병 제13연대 대대장을 역임하고 1922년 12월 귀국했다.1924년 2월 제1사단 참모로 취임하였고, 이듬해 8월 참모본부부로 다시 광둥에 부임하여 1928년 2월까지 광둥에서 근무했다. 1928년 5월 제6사단 임시 사령부부가 되었고, 제3사단 사령부 특무기관장을 거쳐 같은 해 8월 보병 대령으로 승진하여 보병 제7연대장이 되었다.
1930년 3월 제1사단 참모장에 취임하여 교육총감부 제2과장, 육군성 인사국 보임과장 겸 육군병기본창부를 역임하고 1933년 3월 육군 소장으로 진급하였다. 같은 해 8월 참모본부 제2부장으로 발령받았다.
이후 주일 중화민국 공사관 부무관, 중화민국 대사관 부무관을 역임한 후 1936년 3월 23일 군무국장이 되어 2·26 사건 수습을 맡았다. 같은 해 12월 육군 중장으로 진급했다.1937년 3월 제10사단장에 임명되어 중일 전쟁에 참전하여 쉬저우 회전 등에 참가했다. 1938년 6월에는 관동군 참모장으로 영전하지만, 1939년 9월에 할힌골 전투 패배의 책임을 지고 참모장직을 사임하고 참모본부부가 되었고, 같은 해 11월에 대기명령 처리를 받고 다음 달에 예비역으로 편입되었다.
1941년 12월 태평양 전쟁 당시 일본이 홍콩을 점령하자 소집을 받아 1942년 1월부터 홍콩 점령지 총독에 취임했다. 이후 1944년 총독 자리를 다나카 히사카즈에게 이임하고 은퇴했다. 종전 후 난징 군사법정에 전범으로 기소되었고 1947년 7월 22일 종신형이 선고되었다. 1949년 2월부터 스가모 형무소에서 복역했으며, 1952년 8월에 석방되었다. 이후 1967년에 사망했다.

## 수훈
- 훈1등 서보장(1939년 9월 23일)